# Super Nintendo Entertainment System Game Pak
O Super Nintendo Entertainment System Game Pak é o cartucho ROM padrão do sistema. É chamado de Game Pak na maioria das regiões ocidentais, e Cassette (カセット, Kasetto)  no Japão e em partes da América Latina. Embora o Super NES possa endereçar 128 Megabits, apenas 117,75 Na verdade, megabits estão disponíveis para uso em cartucho. Um mapeamento razoavelmente normal pode facilmente resolver até 95 Megabit de dados ROM (63 Megabits na velocidade FastROM) com 8 Megabits de RAM com bateria. Entretanto, a maioria dos controladores de acesso à memória disponíveis suportam apenas mapeamentos de até 32 Megabits. Os maiores jogos lançados ( Tales of Phantasia e Star Ocean ) contêm 48 Megabits de dados ROM, enquanto os jogos menores contêm 2 Megabits.
Os cartuchos também podem conter SRAM com bateria para salvar o estado do jogo, RAM extra de trabalho, coprocessadores personalizados ou qualquer outro hardware que não exceda a classificação máxima de corrente do console.

## Fichas de aprimoramento
Como parte do plano geral para o Super NES, em vez de incluir uma CPU cara que ainda se tornaria obsoleta em alguns anos, os projetistas de hardware facilitaram a interface de chips de coprocessador especiais com o console (assim como os chips MMC usados para a maioria jogos NES). Isso é mais frequentemente caracterizado por 16 pinos adicionais na borda do cartão do cartucho.
O Super FX é uma CPU RISC projetada para executar funções que a CPU principal não poderia realizar. O chip foi usado principalmente para criar mundos de jogos 3D feitos com polígonos, mapeamento de textura e sombreamento de fonte de luz. O chip também pode ser usado para aprimorar jogos 2D com efeitos como escala e rotação de sprites.
O chip do processador de sinal digital (DSP) de ponto fixo da Nintendo permite cálculos rápidos baseados em vetores, conversões de bitmap, transformações de coordenadas 2D e 3D e outras funções. Existem quatro revisões do chip, cada uma fisicamente idêntica mas com microcódigo diferente. A versão DSP-1, incluindo as revisões posteriores de correção de bugs 1A e 1B, é a mais popular; o DSP-2, DSP-3 e DSP-4 estão em apenas um jogo cada.
Semelhante à CPU 5A22 do console, o chip SA-1 contém um núcleo de processador 65c816 com clock de 10 MHz, um mapeador de memória, DMA, circuito de descompressão e conversão de bitplane, vários temporizadores programáveis e funcionalidade de bloqueio de região CIC.
No Japão, os jogos podiam ser baixados mediante o pagamento de uma taxa nos quiosques Nintendo Power em cartuchos especiais contendo memória flash e um chip MegaChips MX15001TFC. O chip gerenciava a comunicação com os quiosques para download de imagens ROM e fornecia um menu inicial para selecionar quais dos jogos baixados seriam jogados. Alguns jogos estavam disponíveis em cartucho e em formato de download, enquanto outros eram apenas para download. O serviço foi descontinuado em 8 de fevereiro de 2007.
Muitos cartuchos contêm outros chips de aprimoramento, muitos dos quais foram criados para uso por uma única empresa em alguns jogos; as únicas limitações são a velocidade do próprio Super NES para transferir dados do chip e o limite atual do console.

## Mudança de design
Para a região dos Estados Unidos e Canadá, o mecanismo de travamento do cartucho do console de jogo está presente apenas em versões anteriores do sistema. Depois que o mecanismo de travamento foi removido, os cartuchos dos EUA/Canadá foram reprojetados para derrotar os mecanismos de travamento em consoles mais antigos. Os cartuchos com design mais recente começaram a aparecer em 1993. Dependendo da data de produção, alguns jogos estão disponíveis com ambos os estilos de cartucho. Super Mario All-Stars e a maioria dos lançamentos posteriores nos EUA/Canadá foram feitos apenas no cartucho de design mais recente.